# Skousen
Skousen Husholdningsmaskiner A/S er et firma, der blev grundlagt i 1957 af Preben Søes Skousen, som solgte hårde hvidevarer gennem dørsalg. Som firmaet udviklede sig blev butikker etableret og service blev inkluderet som en del af firmaets opgaver. I 2007 havde firmaet 50 års jubilæum. I dag er Skousen det eneste firma, der har detailkæde indenfor hårde hvidevarer[kilde mangler] og tæller 75 butikker og 330 medarbejdere.

## Internettet
Skousen Online Services A/S, et datterselskab til Whiteaway Group A/S, driver websitet Skousen.dk. Skousen.dk har derfor samme ejer som  WhiteAway.